# Iélizovo
Iélizovo (en rus: Елизово) és una ciutat del krai de Kamtxatka, que el 2021 tenia 36.240 habitants.